# Richard Jefferson
Richard Allen Jefferson (ur. 21 czerwca 1980) – amerykański koszykarz, występujący na pozycji niskiego skrzydłowego.
W 1998 wystąpił w meczu gwiazd amerykańskich szkół średnich - McDonald’s All-American.
Karierę rozpoczynał w 1998, kiedy to trafił na studia na uniwersytet Arizony, gdzie reprezentował barwy uczelnianej drużyny Wildcats. Po trzech latach nauki zgłosił się do draftu NBA, w którym został wybrany z 13 numerem przez Houston Rockets. Tego samego dnia wymieniono go do New Jersey Nets. W sezonie debiutanckim 2001/2002 zajął drugie miejsce w głosowaniu na debiutanta roku.
W 2008 został wymieniony do Milwaukee Bucks. Od sezonu 2009/2010 jest zawodnikiem San Antonio Spurs. 15 marca 2012 został wymieniony za Stephena Jacksona do zespołu Golden State Warriors. 5 lipca 2013 klub ten zgodził się na przejście Richarda wraz z Brandonem Rushem i Andrisem Biedriņšem do Jazz.
Reprezentował Stany Zjednoczone na Igrzyskach Olimpijskich w Atenach w 2004, zdobywając wówczas brązowy medal.
21 lipca 2014 podpisał kontrakt z Dallas Mavericks. 5 sierpnia 2015 złożył oficjalnie podpis pod nową umową z klubem Cleveland Cavaliers. 14 października 2017 został wymieniony wraz z Kayem Felderem, dwoma przyszłymi wyborami drugiej rundy draftu NBA oraz zobowiązaniami gotówkowymi do Atlanty Hawks w zamian za prawa do Serhija Hładyra i Dimitrisa Agrawanisa. Po dokonaniu transferu został natychmiast zwolniony. 19 października 2017 zawarł umowę z Denver Nuggets.
W październiku 2018 ogłosił zakończenie kariery zawodowej.

## Osiągnięcia
Stan na 13 czerwca 2017, na podstawie, o ile nie zaznaczono inaczej.
NCAA
- Wicemistrz NCAA (2001)
- Uczestnik II rundy turnieju NCAA (1999*, 2000, 2001)
- Mistrz sezonu regularnego konferencji Pac 12 (2000)
- Zaliczony do:
  - I składu:
    - najlepszych pierwszorocznych zawodników Pac-12 (1999)
    - NCAA Final Four (2001)[10]

NBA
- Mistrz NBA (2016)[11]
- 3-krotny wicemistrz NBA (2002, 2003, 2017)[12]
- Zaliczony do składu II składu debiutantów NBA (2002)[13]
- Uczestnik:
  - Rookie Challenge (2003)
  - konkursu wsadów (2003)
- 3-krotny zawodnik tygodnia (30.03.2003, 5.04.2004, 12.12.2004)
- Debiutant miesiąca (styczeń 2002)

Reprezentacja
- Brązowy medalista olimpijski z Aten (2004)
- Mistrz Ameryki (2003)[14]

(*) – NCAA anulowała wyniki zespołu z tego sezonu

### Rekordy
| Statystyka            | Data              | Przeciwko            | Źródło |
| --------------------- | ----------------- | -------------------- | ------ |
| Punkty: 42            | 22 grudnia 2004   | Cleveland Cavaliers  | [ 15 ] |
| Zbiórki: 21           | 5 listopada 2004  | Chicago Bulls        | [ 16 ] |
| Zbiórki w ataku: 6    | 5 razy            | —                    |        |
| Zbiórki w obronie: 18 | 5 listopada 2004  | Chicago Bulls        | [ 16 ] |
| Asysty: 12            | 2 razy            | —                    |        |
| Bloki: 4              | 10 stycznia 2002  | Los Angeles Clippers | [ 17 ] |
| Przechwyty: 5         | 14 listopada 2003 | New York Knicks      | [ 18 ] |
| Minuty: 57            | 5 listopada 2004  | Chicago Bulls        | [ 16 ] |
| Na podstawie: nba.com |                   |                      |        |